# Школа У

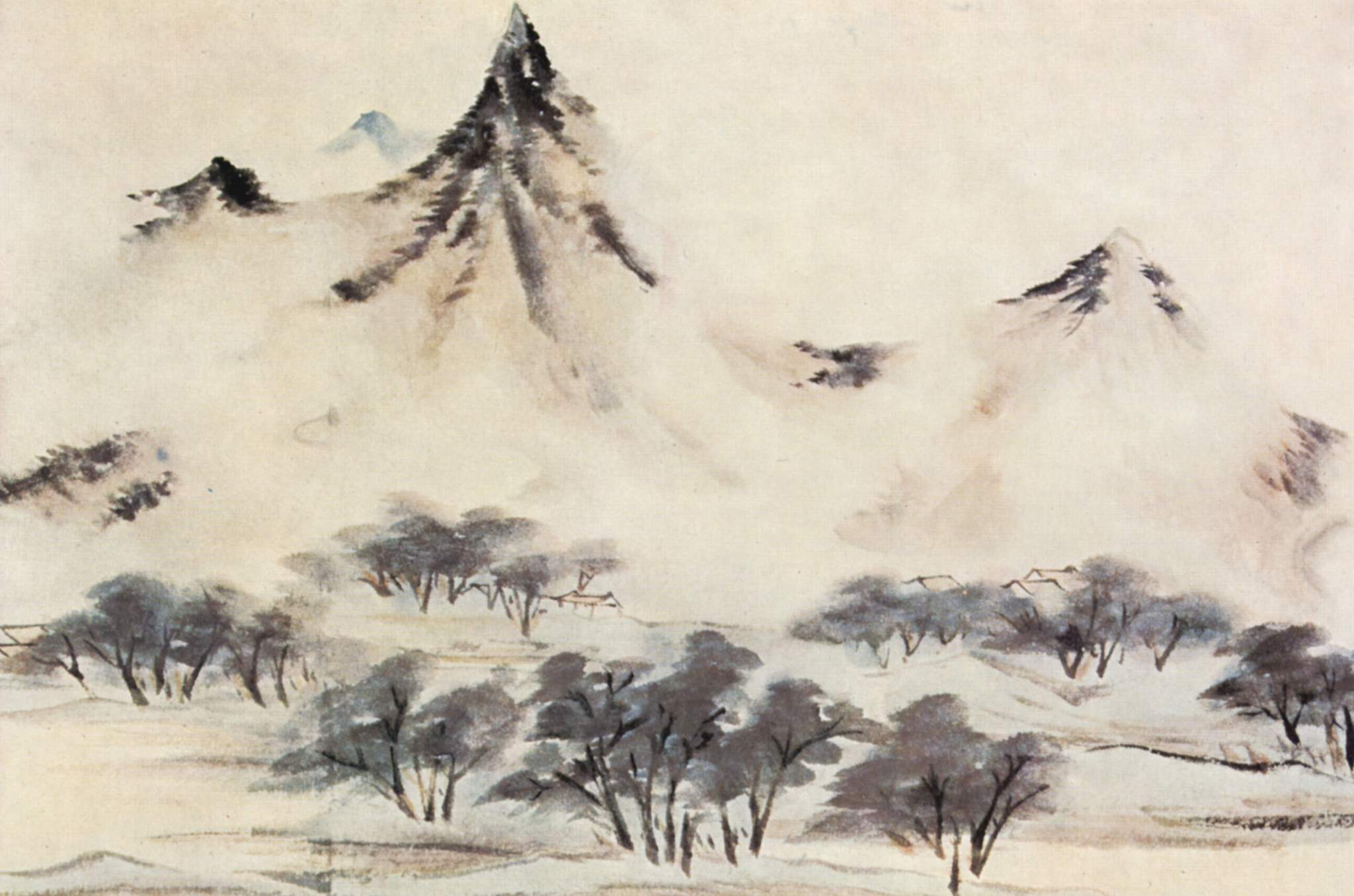
Чень Чунь «Гори у хмарах»

Школа У (吴门画派, У-пай) — одна з провідних китайських живописних шкіл часів династії Мін.

## Фундація
Засновником цієї художньої школи став відомий майстер Шень Чжоу. Численні учні та послідовники Шень Чжоу зумовили подальше існування «школи У», названої так на честь давньої назви Сучжоу — Учен, «Місто У». Залишалася протягом століття одним найважливіших мальовничих центрів мінського Китаю. Ця школа не була однорідним творчим об'єднанням, оскільки її художники (серед яких були і самодіяльні майстри) не мали жорсткої теоретичної «платформи» і загальних естетичних установок. Єдність У-пай підтримувалося, головним чином, проживанням живописців в Сучжоу та їх родинними чи дружніми зв'язками. Школа дозволяла вільний розвиток значного числа окремих напрямків, представлених, як правило, творчістю одного — двох майстрів.

## Відомі представники
Її провідними представниками традиційно вважаються: Вень Чженмін — безпосередній учень і наступник Шень Чжоу, Чень Чунь, Цянь Гу і Вень Божень — учні та небіж Вень Чженміна відповідно, а також Лу Чжи та Чжан Лін, Лю Цзюе, Ду Цюн, Чжао Тунлу, Ван Чун, Сє Цзінь, Ся Чан та Яо Шоу.